# Сергеева, Ольга Александровна
Ольга Александровна Сергеева (16 октября 1989) — российская лыжница, чемпионка России. Мастер спорта России.

## Биография
Воспитанница тренера Тихоновой Тамары Ивановны. До середины 2010-х годов представляла Республику Удмуртия, позднее перешла в команду Республики Татарстан.
На чемпионате России в 2014 году завоевала золотую медаль в командном спринте. Также становилась серебряным призёром в 2018 году в эстафете в составе сборной Татарстана, бронзовым призёром в 2015 году в командном спринте.
Неоднократная чемпионка и призёр первенств Приволжского федерального округа. Призёр этапов Кубка России, победительница всероссийских соревнований.